# بتنرية برنيرية
بتنرية برنيرية (الاسم العلمي:Byttneria bernieri) هي نوع من النباتات تتبع جنس البتنرية من الفصيلة الخبازية. سمي هذا النوع نسبةً إلى المستكشف وعالم الفلك الفرنسي بيار فرانسوا بيرنييه.